# Нур Хішам Абдулла
Нур Хішам Абдулла (малай. Noor Hisham bin Abdullah), при народженні Ю Мін Сеон (ютпхін: Yew Ming Seong, нар. 21 квітня 1963, Сепанг, Селангор) — малайзійський державний діяч і лікар, ендокринний хірург, який працює генеральним медичним директором міністерства охорони здоров'я Малайзії з березня 2013 року. До цього призначення він працював заступником медичного директора міністерства охорони здоров'я Малайзії з лютого 2008 до березня 2013 року.
Нур Хішам Абдулла також є діючим головою Постійного комітету Всесвітньої організації охорони здоров'я із запобігання, готовності та реагування на надзвичайні ситуації у сфері охорони здоров'я, президентом Медичної ради Малайзії, а також членом Рада директорів Ініціативи «Ліки для забутих хвороб». На своїй посаді він відіграв важливу роль у розробленні заходів з боротьби з поширенням COVID-19 у Малайзії.

## Ранні роки життя і навчання
Нур Хішам Абдулла народився під ім'ям Ю Мін Сеон 21 квітня 1963 року в Сепангу в султанаті Селангор у бідній китайській сім'ї походженням з субетнічної групи китайців Фучжоу, та провів дитинство в невеликому селі біля міста Сунгай-Пелек. Його виховувала мати-одиначка після того, як батьки Ю Мін Сеона розлучилися відразу після його народження, після чого він жив у районі Джалан-Локе-Ю в районі Пуду в Куала-Лумпурі. На початку шкільного навчання він разом зі своїм молодшим братом і сестрою відвідував методистську школу в Джалан-Девідсоні, та здобув у ній початкову освіту.
У зв'язку з поганим матеріальним становищем сім'ї Ю Мін Сеон був усиновлений устазом, який був директором Ісламського коледжу Султан Алам Шаха, де він продовжив навчання у старшій школі, після чого продовжив свою доуніверситетську освіту в Школі Султан Алам Шаха в Путраджаї. Пізніше він одружився з біологічною донькою свого прийомного батька; приблизно в той час Ю змінив своє ім'я на Нур Хішам Абдулла.
Ю Мін Сеон також отримав ступінь доктора медицини в 1988 році, та ступінь магістра з хірургії в 1994 році в Національному університеті Малайзії. Пізніше він спеціалізувався в ендокринній хірургії та проходив навчальні курси в низці університетів Аделаїди та Сіднея в Австралії.

## Медична кар'єра

### Медична практика (з 1988 року)
Нур Хішам Абдулла розпочав свою медичну кар'єру лікарем-інтерном в університетській лікарні Куала-Лумпура в 1988 році, а пізніше отримав спеціалізацію у відділенні невідкладної допомоги у 1989 році. Отримавши ступінь магістра хірургії, у 1994 році він приступив до роботи загальним хірургом у лікарні Тренгану. Після 3 років роботи загальним хірургом доктор Нур Хішам отримав стипендію з ендокринології в різних учбових закладах Австралії. Після завершення стипендії в 1999 році Нур Хішам був призначений завідуючим відділенням торакальної та ендокринної хірургії в лікарні Куала-Лумпура. Через 3 роки, у 2002 році, він обійняв посаду керівника та старшого консультанта з торакальної та ендокринної хірургії в лікарні Путраджая.
Нур Хішам у 2000 році отримав нагороду за відмінне обслуговування від лікарні Куала-Лумпуру, і в 2004 році нагороду за відмінне обслуговування від департаментів охоони здоров'я федеральних територій Куала-Лумпур і Путраджаї за визнання його заслуг у медичній галузі.

### Генеральний директор міністерства охорони здоров'я (з 2013 року)
Нур Хішам обіймав посаду заступника генерального директора міністерства охорони здоров'я (з медичних питань) протягом 5 років з лютого 2008 року, перш ніж отримати підвищення, та зайняти посаду генерального директора міністерства охорони здоров'я в березні 2013 року.

#### Роль під час епідемії COVID-19 у Малайзії
Нур Хішам Абдулла є генеральним директором, відповідальним за проведення заходів під час епідемії COVID-19 у Малайзії. Після політичної кризи в Малайзії 2020 року Нур Хішам став вечучим прес-брифінгів після того, як новий міністр охорони здоров'я Адхам Баба провів широко розкритикований перший брифінг, де він неправдиво заявив, що тепла вода може захистити від COVID-19. Брифінги Нура Хішама отримали похвалу за спокій і чіткість під час кризи.
У квітні 2020 року Нура Хішама Абдуллу обрали до міжнародної групи з клінічних досліджень COVID-19. Китайська телевізійна мережа CGTN визнала Нура Хішама Абдуллу одним із «найкращих лікарів» світу разом із доктором Ентоні Фаучі із США та доктором Ешлі Блумфілдом з Нової Зеландії за підхід до лікування під час пандемії COVID-19. Сінгапурське інформаційне видання «The Independent» також назвало його серед героїчного тріо COVID-19.

#### Визнання та нагороди
4 липня 2020 року alma mater Нур Хішама Абдулли — медичний факультет Малайзійського національного університету — нагородив його званням «Найвідоміший випускник 2019 року». 17 липня він отримав нагороду «BrandLaureate 2020» за лідерство в брендах разом із «Сертифікатом визнання та вдячності» Міністерства охорони здоров'я від «World Brand Foundation». 19 серпня 2020 року його назвали лауреатом нагороди національного рівня «Maal Hijrah Figure Award» 2020 року (1442 за мусульманським календарем). 13 вересня 2020 року Нур Хішам Абдулла отримав стипендію Пола Гарріса від відділення Ротарі-клубу в Куала-Лумпурі, що є найвищою нагородою, яку клуб надає особам, які зробили внесок у добрі справи. 18 грудня 2020 року жіночий журнал «Nona» нагородив його спеціальною нагородою «Nona Frontliner Award» під час презентації «Nona Superwoman Award 2020». 20 грудня йому було вручено спеціальну нагороду під час «Anugerah MeleTOP Era 2020», організованого спільно телевізійною розважальною програмою «MeleTOP Astro» та і радіостанцією «ERA».
18 березня 2021 року, через рік після першого розпорядження про контроль за пересуванням населення у зв'язку з пандемією COVID-19, боротьбу з якою він очолював, Нур Хішам отримав нагороду Ібн Халдуна за заслуги від Міжнародного ісламського університету Малайзії, яку вручила канцлер університету Тунку Азіза Аміна Маймуна Іскандарія. Під час «Віртуального хірургічного тижня», який проходив з 30 серпня по 3 вересня, Нур Хішам отримав нагороду «International Surgical Fellowship Award» від Міжнародного товариства хірургії. 15 грудня 2021 року журнал «Nona» знову представив Нура Хішама Абдуллу, який роком раніше отримав премію «Nona Superwoman Award 2020», цього разу журнал нагородив його головною премією «Nona Superhero Award 2021». 18 грудня Малайзійська асоціація зв'язків із громадськістю та комунікації присудила Нуру Хішаму Абдуллі нагороду «Лідерство 2021» на знак визнання та вшанування його самовідданості у виступах для інформування громадськості.

#### У популярній культурі
У жовтні 2020 року Нур Хішам з'явився як анімований персонаж разом із персонажами франшизи «BoBoiBoy» в однохвилинному публічному повідомленні, щоб нагадати малайзійцям необхідність вжити заходів для запобігання COVID-19.

### Вихід на пенсію
10 квітня 2023 року було повідомлено, що 21 квітня 2023 року Нур Хішам Абдулла збирається залишити свою роботу після 35 років і роботи на посаді генерального директора охорони здоров'я трохи більше 10 років, оскільки він досягне 60 років і обов'язкового пенсійного віку для державних службовців.

## Скандали, суперечки та проблеми

### Суперечливі політичні твіти та дописи
У 2018 році Нур Хішам Абдулла був розкритикований за його політичні ретвіти. Ці твіти розглядалися як підтримка блоку Барісан Націонал, які були тоді правлячою коаліцією під час кампанії загальних виборів 2018 року. Одним із його ретвітів було повідомлення з колишнім прем'єр-міністром країни Наджибом Разаком, яке містило фотографію, яка сповіщала про церемонію відкриття жіночого та дитячого комплексу лікарні Каджанг із віршем невідомого авторства, у якому висловлюються сподівання на повернення блоку до влади в штаті Селангор. До цього Нур Хішам також ретвітнув інше повідомлення від Наджиба, на якому зображено фотографію Наджиба під час його візиту до центральної лікарні Куала-Лумпура, надаючи очікування, що «Барісан Націонал» зробить більше для матерів і дітей, якщо блок буде й надалі при владі.
Нур Фаріда Аріфін, речник «G25» (групи найвідоміших колишніх державних службовців Малайзії), заявив, що Нур Хішам зловживав своїм становищем, оскільки державні службовці не повинні агітувати за жодну політичну партію. Член-засновник G25 і колишній генеральний секретар казначейства Мохд Шериф Кассім заявив, що міністерство охорони здоров'я має подати скаргу на Нура Хішама до центральної виборчої комісії.
Група з питань виборчої реформи «Берсіх 2.0» також розкритикувала Нура Хішама, заявивши, що він порушує правила державної служби. Його включили до «Залу ганьби Берсіха» разом із Наджибом. Група «Берсіх 2.0» заявила, що вони були вражені тим, що міністерство охорони здоров'я дозволило на своїй сторінці у Facebook рекламувати маніфест політичного блоку під час кампанії загальних виборів.

### Звинувачення в порушенні стандартної операційної процедури
1 березня 2021 року фотографії Нура Хішама були поширені в Інтернеті, на яких видно, як він порушує стандартну операційну процедуру поточної епідемії коронавірусної хвороби. На фотографіях показано, як Нур Хішам та інші члени його сім'ї стоять близько без масок для фото під час весілля його доньки Хайрін Афіка. Унаслідок цього Нура Хішама критикували в Інтернеті за те, що він не подає хорошого прикладу громадськості.

### Неефективні поради служби охорони здоров'я під час епідемії
У липні 2021 року колишній генеральний директор з питань охорони здоров'я Тан Шрі доктор Мохамед Ісмаїл Мерікан дорікнув Нуру Хішаму, назвавши його «беззубим тигром» за те, що він не був ефективним у боротьбі з епідемією COVID-19 у країні, оскільки не був твердим у своїх рішеннях, а також піддався тиску з боку політичних партій. Доктор Мохамед Ісмаїл, який був колишнім відповідальним за боротьбу зі спалахом SARS у 2003 році, висловив думку, що якщо політики спробують втрутитися в роботу медиків, їм необхідно сказати зберігати спокій і припинити втручання.

## Особисте життя
Нур Хішам одружений з Нік Сувайда Нік Мохідін і має 6 дітей; 4 синів і 2 дочки. Він має спортивну статуру, і є завзятим спортсменом з молодих років. Нур Хішам був шкільним спортсменом, грав у футбол під час університетського навчання, і захоплюється підводним плаванням, включаючи підводну фотографію. У нього виявили прихований співочий талант після того, як у соціальних мережах знову з'явився старий відеокліп, на якому він виконує пісні «Shanghai Beach» і «Seung Hoi Tan», відомі пісні кантопопу 1980-х років. Він також відомий як поліглот, та може вільно спілкуватися англійською, малайською, кількома китайськими діалектами, включаючи його рідний фучжоуський діалект, і навіть трохи тамільською мовою.